# Illiad (Chapman)

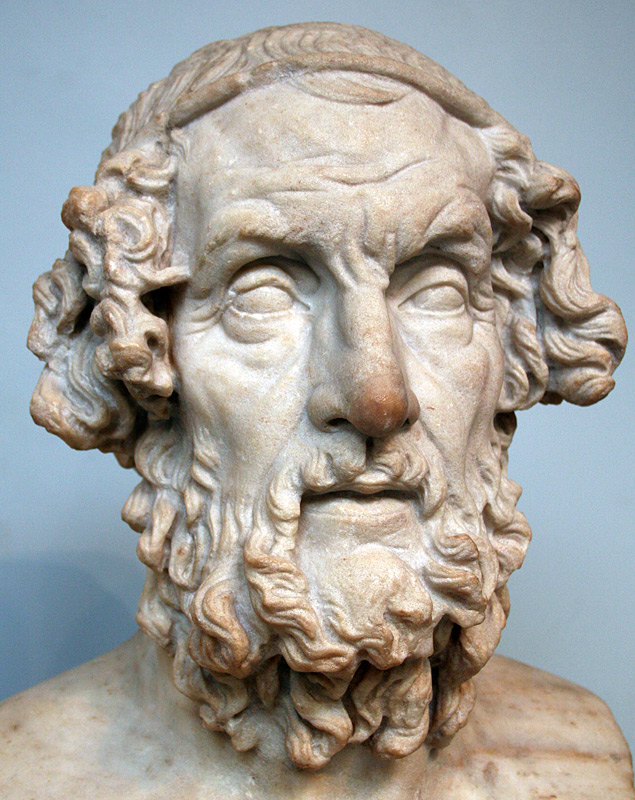
Portret Homera z Muzeum Brytyjskiego

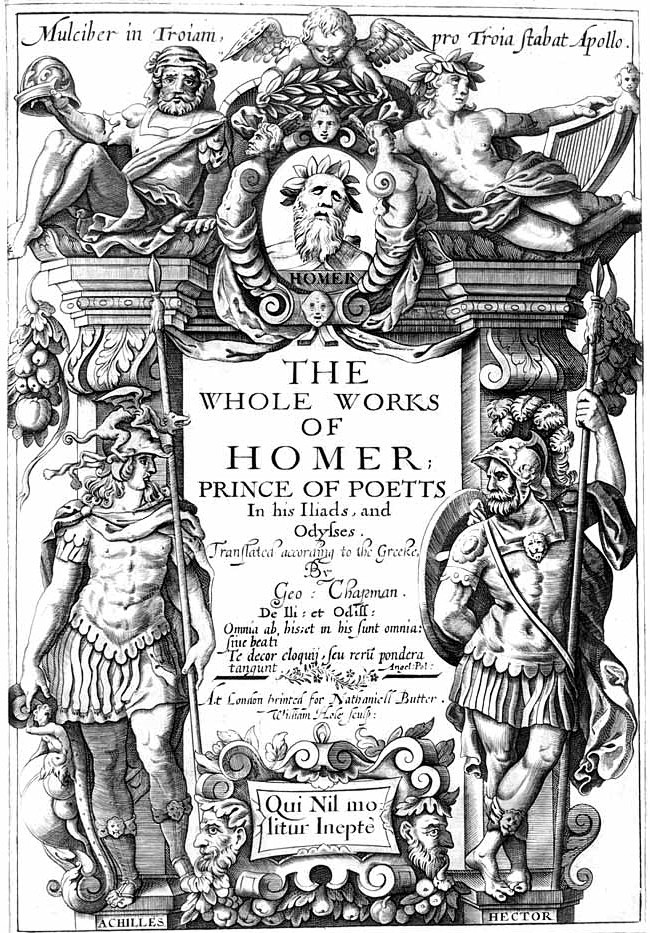
Strona tytułowa dzieł Homera w przekładzie George’a Chapmana

Illiad (w pełnej wersji tytułu The Illiads of Homer, Prince of Poets) – dokonane przez elżbietańskiego poetę George’a Chapmana tłumaczenie Iliady Homera, uznawane powszechnie za klasyczny przekład epopei na język angielski. Pierwsze księgi tłumaczenia ukazały się w 1598, całość zaś w 1611, natomiast w 1616 Chapman uzupełnił Iliadę Odyseją. Pierwsze, najsłynniejsze linijki poematu Chapman przełożył: Achilles' baneful wrath resound, O Goddess, that impos'd/Infinite sorrows on the Greeks, and many brave souls loos'd/From breast heroic. Przekład jest napisany jambicznym czternastozgłoskowcem, nazywanym po angielsku „fourteener”, „iambic heptameter” albo „septenary”. Linijki są rymowane parzyście.
The winds transferr’d into the friendly sky
Their supper’s savour; to the which they sat delightfully,
And spent all night in open field; fires round about them shined.
As when about the silver moon, when air is free from wind,
And stars shine clear, to whose sweet beams, high prospects, and the brows
Of all steep hills and pinnacles, thrust up themselves for shows,
And even the lowly valleys joy to glitter in their sight,
When the unmeasured firmament bursts to disclose her light,
And all the signs in heaven are seen, that glad the shepherd’s heart;
So many fires disclosed their beams, made by the Trojan part,
Before the face of Ilion, and her bright turrets show’d.
A thousand courts of guard kept fires, and every guard allow’d
Fifty stout men, by whom their horse eat oats and hard white corn,
And all did wishfully expect the silver-throned morn.
Romantyczny poeta John Keats poświęcił przekładowi Chapmana sonet On First Looking into Chapman’s Homer, w którym stwierdził, że nie poczuł poezji Homera, dopóki nie sięgnął po tłumaczenie elżbietańczyka: Yet did I never breathe its pure serene/Till I heard Chapman speak out loud and bold.